# خاوخا
خاوخا (به اسپانیایی: Jauja) یک شهر در پرو است که در Jauja Province واقع شده‌است.

## خصوصیات
خاوخا ۱۶٬۴۲۴ نفر جمعیت دارد و ۳٬۴۰۰ متر بالاتر از سطح دریا واقع شده‌است.